# Speculina brunneata
Speculina brunneata är en fjärilsart som beskrevs av W. Warren 1905. Speculina brunneata ingår i släktet Speculina och familjen Thyrididae. Inga underarter finns listade i Catalogue of Life.